# Саншу II
Саншу II (порт. Sancho II; 8 вересня 1209 — 4 січня 1248) — король Португалії. Представник португальської Бургундської династії. Народився в Коїмбрі, Португалія. Син португальського короля Афонсу II та Урраки, доньки кастильського короля Альфонсо VIII. Брат португальського короля Афонсу III. Успадкував королівство, що перебувало у політичній кризі та конфлікті із Церквою. Проводив курс на централізацію королівської влади. Був побожним, постійно носив монаший габіт, водночас, ворогував із єпископами Порту та Лісабона. За звинуваченнями португальських ієрархів відлучений від церкви (1234). Під час Реконкісти спирався на лицарські чернечі ордени, які звільнили від маврів частину провінції Алентежу й Алгарве. Одружився із кастильською шляхтянкою Менсією всупереч волі Риму (1241). Проголошений папою Іннокентієм IV «негідним королем», що означало втрату престолу (1245). Спираючись на підтримку Кастилії, вів міжусобну війну з братом Афонсу ІІІ, якого підтримувала Церква (1245—1248). Після поразки перебував у вигнанні в кастильському Толедо, де й помер бездітним. Похований у Толедському соборі. Прізвиська — Побо́жний (порт. o Piedoso), Капту́рник (порт. o Capelo).

## Імена
- Са́ншу II (порт. Sancho II) — у португальських джерелах.
- Са́ншу II Бургу́ндський (порт. Sancho II de Borgonha) — за назвою династії.
- Са́ншу Капту́рник (порт. Sancho, o Capelo) — за прізвиськом, за носіння габіту.
- Са́ншу Побо́жний (порт. Sancho, o Capelo) — за прізвиськом.
- Са́ншу II Португа́льський (порт. Sancho II de Portugal) — за назвою країни.
- Са́ншу Са́ншеш, або Са́ншу Са́ншович  (порт. Sancho Sanches) — по-батькові.
- Са́нцій II (лат. Sancius II) — у латинських джерелах.
- Са́нчо II (ісп. Sancho II) — у кастильських, іспанських джерелах.

## Біографія

### Молоді роки
Саншу ІІ народився 8 вересня 1209 року в Коїмбрі, в родині португальського короля Афонсу ІІ та королеви Урраки, доньки кастильського короля Альфонсо VIII. Він був найстаршим сином подружжя й спадкоємцем португальського престолу. Вихователями юнака були майордом Мартін де Ріба де Візела (1160—1212) та його дружина Ештевайнія да Сілва. Першою пасією інфанта стала їхня дочка — Тереза.
25 березня 1223 року, внаслідок раптової смерті батька, 13-річний Саншу ІІ став новим королем Португалії. Формально він ще не досяг повнолітня, тому державними справами займалися радники — Гонсало Мендеш, Педру Аннеш, Мартін Аннеш, Вісенте та інші. 
У перші місяці правління позиції Саншу ІІ були слабкими, тому він вирішив замиритися із батьковими ворогами. Зокрема, він уклав договір зі своїми тітками Терезою та Саншою, із якими його Афонсу ІІ вів міжусобну війну. Угода була поступкою з боку короля: він повернув тіткам конфісковані замки та маєтки в провінції Ештремадура, що належали до королівського домену, а також призначив річне утримання в 4000 золотих (1231 року король планував повернути ці замки збройним шляхом, але не зміг реалізувати задуманого). Так само того ж року Саншу ІІ уклав мир із бразьким архієпископом Ештеваном да Сілвою, який конфліктував ще з його батьком і добився від Святого Престолу відлучення Афонсу ІІ від Церкви. Договір передбачав повернення архієпископу втрачених прав, підтримку молодого короля, зняття відлучення з покійного батька.

### Конфлікт із Церквою

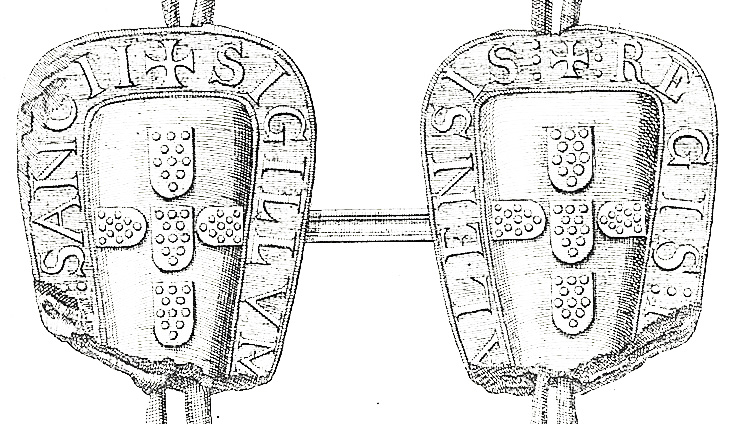
Висла печатка Саншу ІІ.

Протягом свого життя Саншу ІІ продовжував курс попередників на центалізацію королівської влади. Це неминуче вело до конфлікту із Церквою, ієрархи якої були одними із найбагатших феодалів країни. Особливо король мав напружені стосунки із портуським єпископом Мартином та лісабонським єпископом Соейру. Вони ставили під сумнів легітимність Саншу, вважаючи його незаконнородженим (позаяк шлюб його батьків Афонсу ІІ й Урраки був укладений всупереч чинному праву). У відповідь король порушував привілеї ієрархів — обкладав повинностями і податками єпископських васалів та поселення. Крім цього Саншу ІІ прагнув привласнити прибуткове єпископське місто Порту, тому підтримував виступи місцевих міщан проти духовенства. Єдиний союзник короля — коїмбрський єпископ Педру формально лишався осторонь конфлікту. Внаслідок постійних скарг портуського і лісабонського єпископів до Риму, Святий Престол вислав своїх легатів до Португалії. 16 серпня 1234 року легати визнали Саншу ІІ винним у зловживаннях і від імені папи Іннокентія IV відлучили його від Церкви.
За часів Саншу ІІ тривала активна фаза Реконкісти в Португалії, були завойовані Елваш (1226) і Бежа. У зв'язку з цим у традиційній історіографії побутувала думка, що король був умілим полководцем, зосередженим на відвоюванні південних земель Піренейського півострова у мусульман. Сучасні історики зазначають, що король не брав активної участі в Реконкісті, а її рушіями були римські папи, португальські єпископи та лицарсько-чернечі ордени. Зокрема, 1234 і 1241 роках папа Григорій IX видав заклики до хрестових походів на теренах Іспанії. Лицарський орден Сантьяго здобув ряд замків та поселень на території майбутніх португальських провінцій Алгарве і Алентежу. Сам Саншу ІІ був залежним від лицарів-ченців й обдаровував їх землями та замками. 
1241 року Саншу ІІ одружився зі своєю фавориткою, кастильською шляхтянкою Менсією де Аро, вдовою Альваро де Кастро. Вона була донькою Лопе II де Аро та Урраки Леонської, байстрючки леонського короля Альфонсо IX. Шлюб уклали без дозволу Святого Престолу, що лише поглибило конфлікт Португалії з Римом. 1245 року папа визнав шлюб недійсним. Противники короля боялися, що його нова дружина народить спадкоємця престолу, але подружжя було бездітним.

### Міжусобна війна

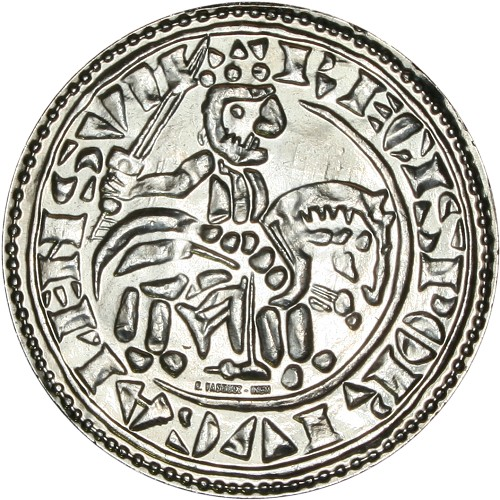
Монета євро за взірцем золотого Саншу ІІ.

Внаслідок централізаторської політики Саншу ІІ у Португалії виникла потужна церковно-світська опозиція. Вона вирішила скинути його з престолу за допомоги Папської курії. 1245 року римський папа Іннокентій IV видав буллу Inter alia desiderabilia, в якій різко критикував чинного монарха. 24 липня 1245 року іншою буллою Grandi non immerito він проголосив його «нездібним королем» (лат. rex inutilis), що фактично означало детронізацію. Святий Престол визнав регентом («стюардом і охоронцем») королівства його рідного брата Афонсу ІІІ, що на той час був булонським графом і мешкав у Франції. Це рішення розділило Португалію й дало початок міжусобній війні між братами.
Частина португальської шляхти, більшість міщан і практично все духовенство стали на бік Церкви і підтримали кандидатуру Афонсу ІІІ. В кінці 1245 року він прибув до Лісабона й на зборах представників усіх станів пообіцяв захищати їхні привілеї та права. Протягом 1246 року Афонсу ІІІ захопив основні міста — Сантарен, Аленкер, Торріш-Новаш, Томар, Алкобасу, Лейрію, Ковілян і Гуарду. Тим часом король Саншу ІІ продовжував утримувати столичну Коїмбру й чекав на допомогу союзної йому Кастилії. 20 грудня 1246 року кастильський інфант Альфонсо рушив до Португалії, відбив Ковілян і Гуарду, та спустошив округу Лейрії. 13 січня 1247 року він розбив португальське військо Афонсу ІІІ, але вирішив облишити кампанію під тиском Святого Престолу. Альфонсо забрав із собою Саншу ІІ й вернувся до Кастилії. Прибічники короля ще контролювали провінцію Міню та португальсько-кастильське прикордоння, але фактично програли війну. Переможці зайняли столицю й знищили документацію попередників.
Решту свого життя Саншу ІІ проживав у кастильському Толедо, зберігаючи за собою титул короля Португалії. 3 січня 1248 року він написав свій заповіт, а наступного дня помер. За переказом, Саншу ІІ поховали у Толедському соборі. Після його смерті португальський регент Афонсу ІІІ офіційно проголосив себе королем Португалії.

## Родина
Дружина — Менсія (1215—1270), донька біскайського сеньйора Лопе II
Діти: не було

## У культурі

### Образотворче мистецтво

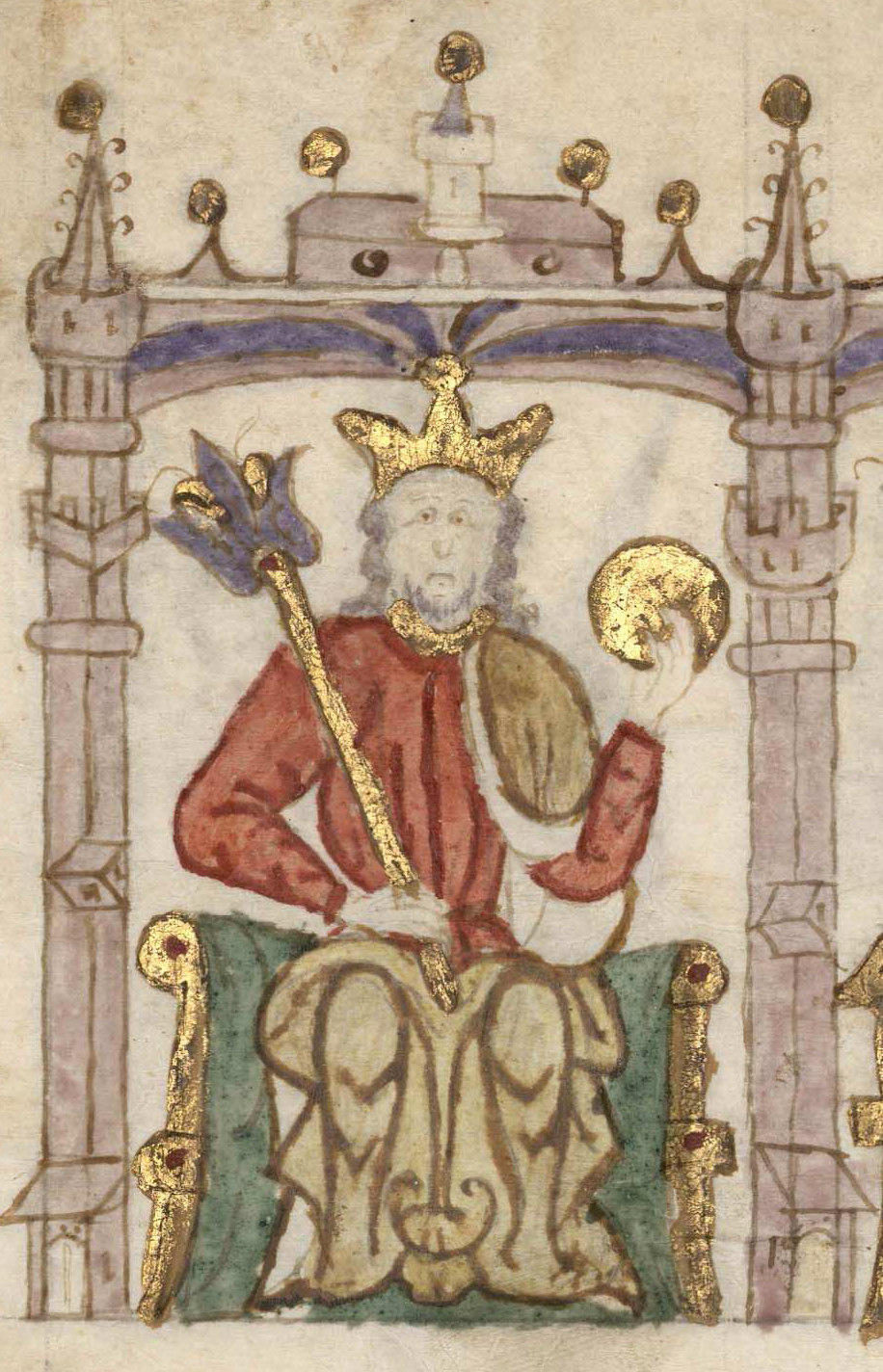
«Compendio de crónicas de reyes...» бл. 1312—1325
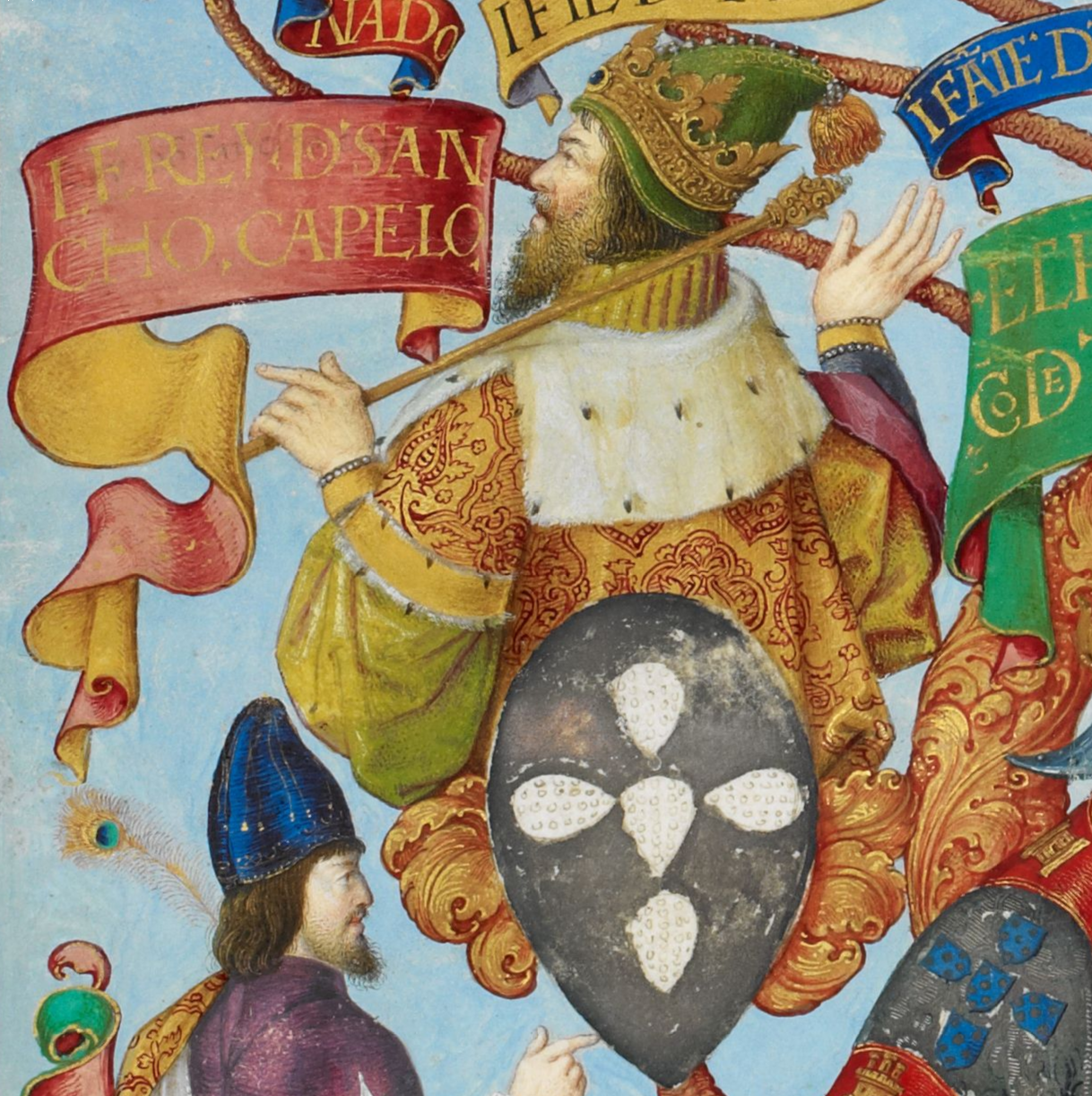
Портрет Саншу «Генеалогія королів Португалії», 1530—1534
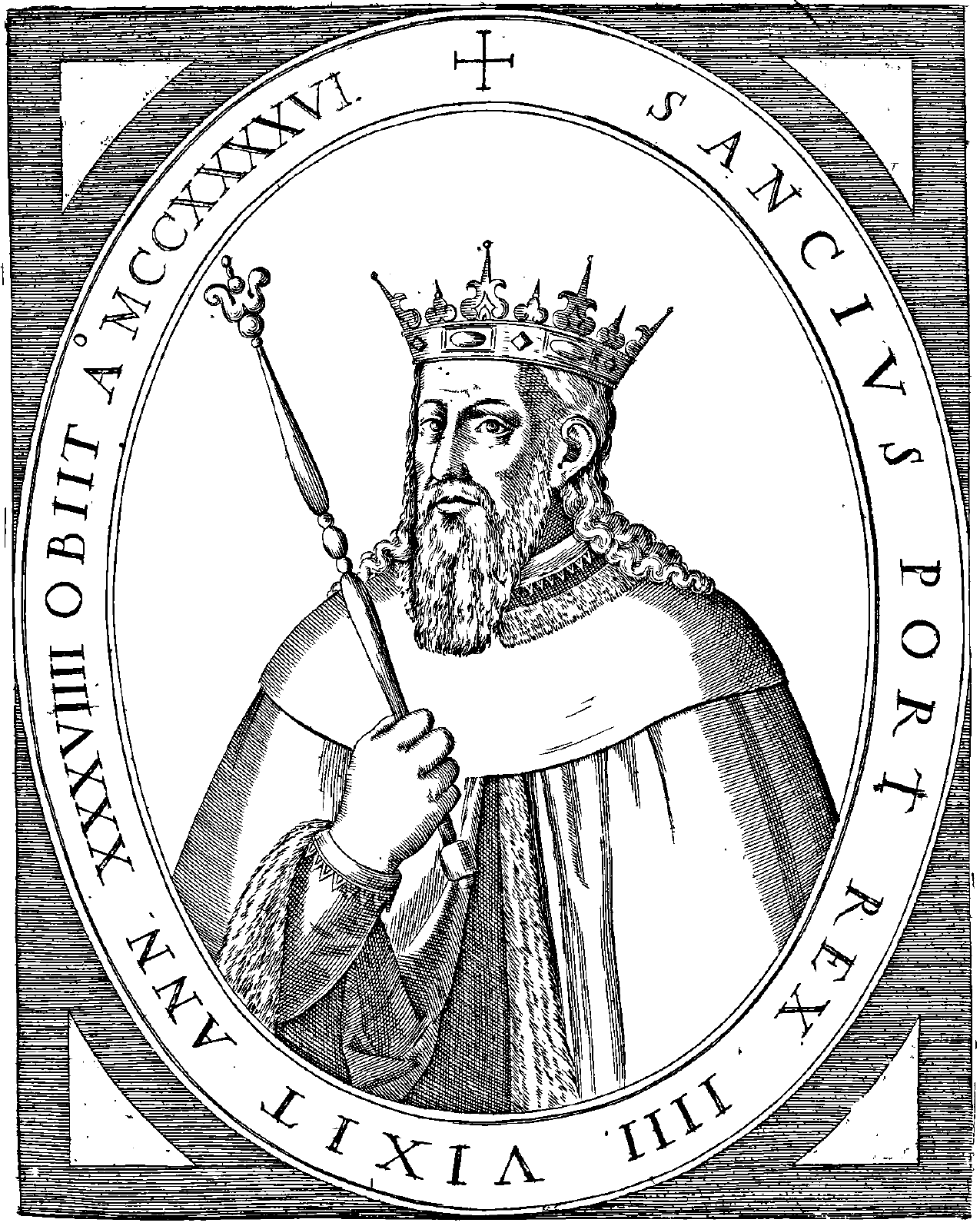
1603
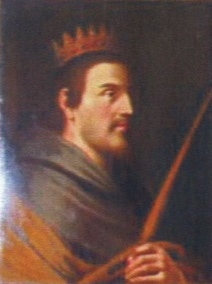
XVII ст.
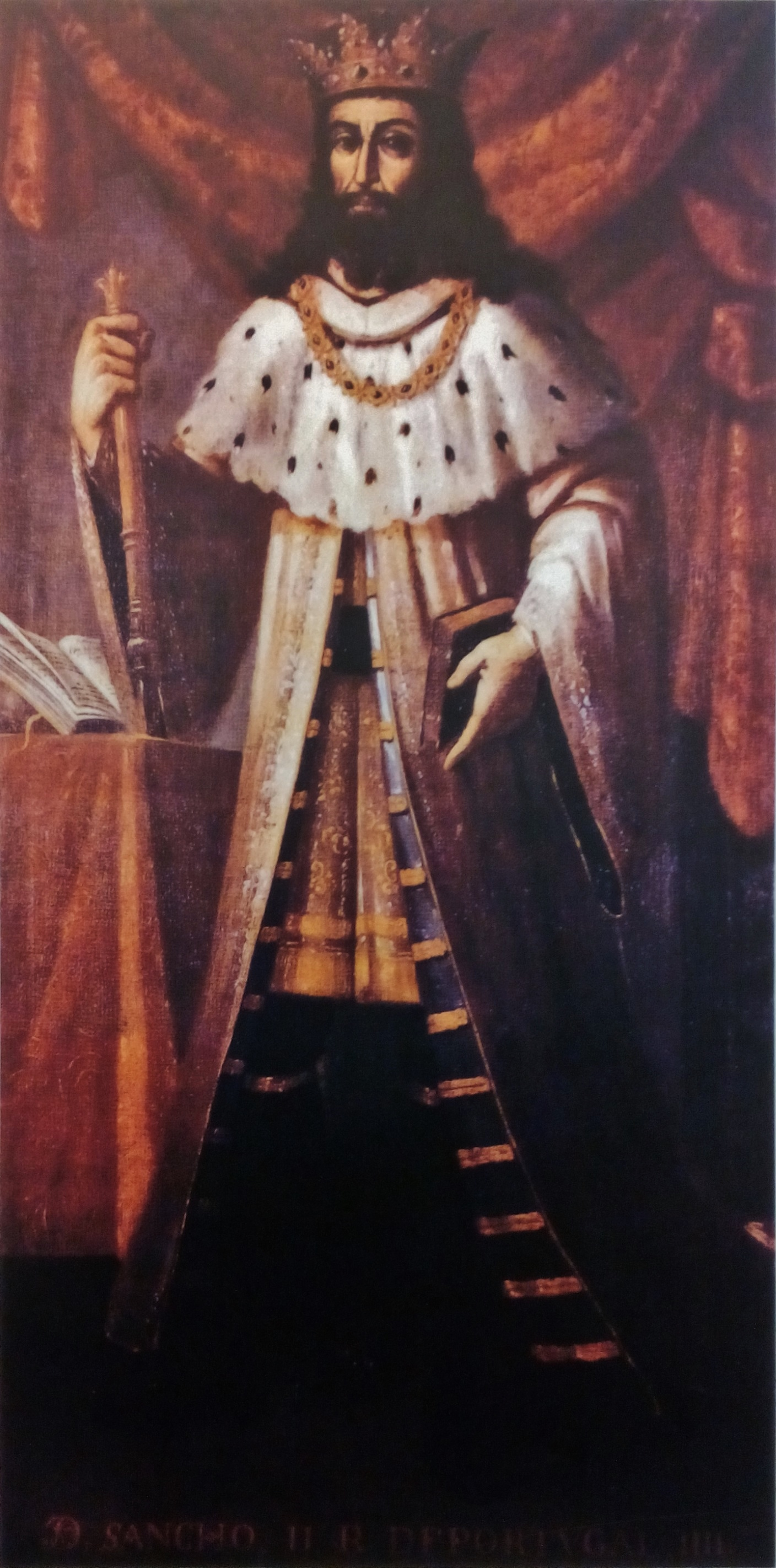
1718
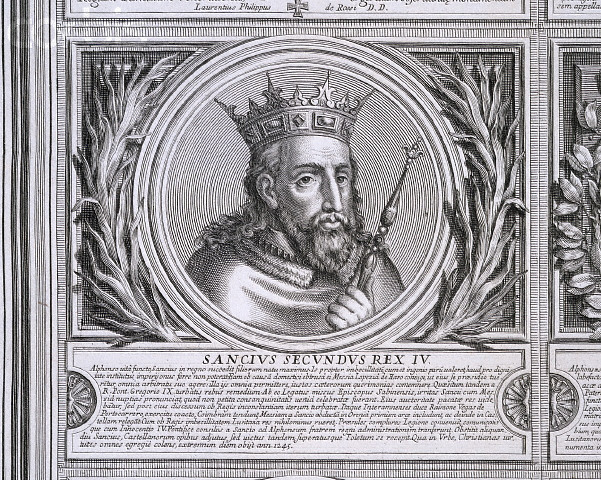
XVIII ст.
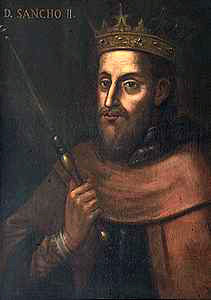
XIX ст.
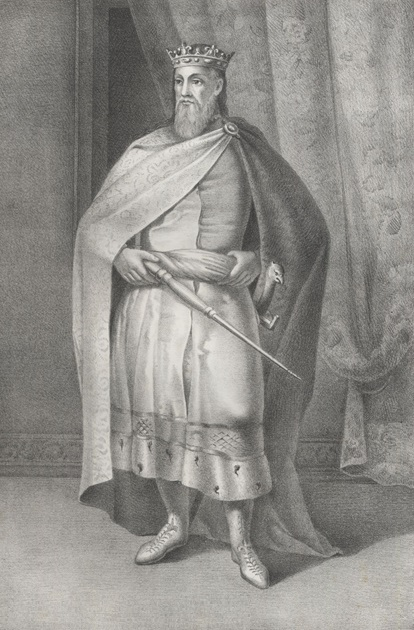
1866—1870